# Тимофей II (патриарх Константинопольский)
Тимофей II Мармаринос (греч. Τιμόθεος Β΄ Μαρμαρινός΄; XVI век, Бандырма, Османская империя — 3 сентября 1620, Константинополь) — патриарх Константинопольский, занимавший пост на протяжении восьми лет (1612—1620).
Предшественником патриарха Тимофея II был патриарх Кирилл I, а его преемником был патриарх Григорий IV.

## Биография
Тимофей II родился в Бандырме на южном берегу Мраморного моря. 28 февраля 1601 года Тимофей II был возведен в сан митрополита Патрского.
После низложения Неофита II в октябре 1612 года Константинопольская церковь временно перешла под управление Кирилла Лукариса как Патриарха Александрийского. Кирилл I был близок к возведению в сан Патриарха Константинопольского, но четверо епископов выступили против интронизации Кирилла I и добились избрания Тимофея II патриархом благодаря обещанию османскому султану увеличить ежегодный взнос, выплачиваемый Патриархатом, до 8000 курушей. Таким образом, после 21 дня междуцарствия Кирилл I сдался, и в начале сентября 1612 года Тимофей стал Патриархом Константинопольским.
Тимофей оставался ярым противником Кирилла I, которого он заставил удалиться на Афон.
Причина, по которой Тимофей был против кандидатуры Лукариса не была связана с его сотрудничеством с основными противниками, то есть католиками, которые выступали против его протестантских взглядов. Тимофей также был против католицизма, несмотря на то, что в 1615 году он направил почтительное письмо Папе Павлу V.
В 1614 году Тимофей перестроил и расширил небольшую церковь Святого Георгия в Фанаре.
Тимофей II скончался 3 сентября 1620 года.